# 新政真铨
《新政真铨》是晚清學術論著。由何啟、胡禮垣合撰。本書最初由1902年由上海廣益書局出版發行。
全書共分九編，分別為：初編〈曾論書後〉、二編〈新政論議〉、三編〈新政始基〉、四編〈康說書後〉和〈新政安行〉、五編〈勸學篇書後〉、六編〈新政變通〉，以及〈書前序〉、〈後總序〉，共九篇文章組成，各篇寫就於1887年至1900年間。多數文章先由何啟以英文寫成，再經胡禮垣譯成中文，並加以闡發。該書是中國早期維新派政治思想之重要著作，內容主要圍繞在中國要不要實行新政（改革），以及如何改革等問題展開，而各篇側重又各有不同。作者認為西方因重視民權而強，中國因忽視民權而弱，因此各文在政治觀點上支持君主立憲及代議制度。